# Night Work
Night Work é o terceiro álbum de estúdio da banda americana Scissor Sisters lançado em 28 de junho de 2010. Foi pré-divulgado pelo lançamento do seu primeiro single chamado "Fire with Fire" em 20 de junho do mesmo ano. Vendeu mais de 18 mil copias em sua primeira semana sendo assim o segundo álbum da banda no top 20.

## Desenvolvimento
A banda vinha tocando algumas músicas em seus shows para testar o que o público achava.
Em 8 de maio do mesmo ano, Jake Shears o vocalista principal da banda revelou que havia desfeito um álbum em que vinham trabalhando a mais de 18 meses. Até então o cantor revelou ter viajado a Berlim por uns meses para buscar novas inspirações e segundo o mesmo o CD reflete nos bons momentos que ele passou pela cidade.
O vocalista revelou que a inspiração para o tema do álbum veio quando ele estava numa festa na cidade de Mannheim as seis horas da manhã e no ambiente havia muitos homens suados, cigarros e muitas bebidas até que então o DJ começou a tocar "Walk The Night" da banda Skatt Brothers, uma das músicas favoritas de Jake e aí que veio a inspiração para o CD.
O disco foi produzido por Stuart Price que já produziu músicas para Madonna, Kylie Minogue, Gwen Stefani e The Killers.
A capa foi fotografada por Robert Mapplethorpe e as nadegas que apareçem são as do modelo Peter Reed.

## Singles
- Fire With Fire

Foi o primeiro single do CD e foi destaque no video game da FIFA 11 além de Servir como tema de abertura para a versão grega do MasterChef.
O single estreiou em número 11 no UK Singles Chart sendo assim um dos singles de maior sucesso da banda.
- Any Which Way

Foi lançada em 20 de setembro e sua capa traz uma mulher segurando um tigre com uma coleira vestida de o que seria latex. A música é uma das favoritas dos fãs até hoje.
- Invisible Light

A música contém vocais do famoso ator Sir Ian McKellen e segundo Jake este deveria ter sido o primeiro single do álbum. A música foi muito elogiada pela crítica e o seu vídeo apresenta uma mulher que tem uma série de pesadelos.

## Crítica
De acordo com o Metacritic o álbum foi recebido com críticas geralmente favoráveis, atingindo um metascore de 72 com base em 21 comentários.
| Críticas profissionais | Críticas profissionais |
| Avaliações da crítica  | Avaliações da crítica  |
| Fonte                  | Avaliação              |
| ---------------------- | ---------------------- |
| allmusic               | link                   |
| Attitude Magazine      | link                   |
| BBC                    | (positivo) link        |
| Daily News             | link                   |
| Entertainment Weekly   | (A-) link              |
| The Guardian           | link                   |
| NME                    | (7/10) link            |
| Pitchfork Media        | (7.6/10) link          |
| PopMatters             | (5/10) link            |
| SPIN                   | link                   |
| The Times              | link                   |
| M.O.G.                 | link                   |

## Faixas
1. "Night Work" - 3:08
2. "Whole New Way" - 2:53
3. "Fire With Fire" - 4:13
4. "Any Which Way" - 4:41
5. "Harder You Get" - 3:06
6. "Running Out" - 3:09
7. "Something Like This" - 3:02
8. "Skin This Cat" - 2:41
9. "Skin Tight" - 3:26
10. "Sex And Violence" - 4:14
11. "Night Life" - 3:37
12. "Invisible Light" - 6:14